# Petra Nareks
Petra Nareks (Žalec, 27 de septiembre de 1982) es una deportista eslovena que compitió en judo.
En los Juegos Europeos de Bakú 2015 consiguió una medalla de bronce en la prueba por equipo. Ganó seis medallas en el Campeonato Europeo de Judo entre los años 2002 y 2008.

## Palmarés internacional
| Juegos Europeos    | Juegos Europeos         | Juegos Europeos   | Juegos Europeos |
| Año                | Lugar                   | Medalla           | Categoría       |
| ------------------ | ----------------------- | ----------------- | --------------- |
| 2015               | Bakú (Azerbaiyán)       | Medalla de bronce | Equipo          |
| Campeonato Europeo |                         |                   |                 |
| Año                | Lugar                   | Medalla           | Categoría       |
| 2002               | Maribor (Eslovenia)     | Medalla de bronce | –52 kg          |
| 2003               | Düsseldorf (Alemania)   | Medalla de plata  | –52 kg          |
| 2004               | Bucarest (Rumania)      | Medalla de bronce | –52 kg          |
| 2005               | Róterdam (Países Bajos) | Medalla de bronce | –52 kg          |
| 2007               | Belgrado (Serbia)       | Medalla de bronce | –52 kg          |
| 2008               | Lisboa (Portugal)       | Medalla de bronce | –52 kg          |